# PKE Pensionskasse Energie
Die PKE Pensionskasse Energie Genossenschaft mit Sitz in Zürich war eine Schweizer Vorsorgeeinrichtung. Die Institution wurde 1922 gegründet und war in Form einer Genossenschaft organisiert. Sie versicherte als autonome Leistungsprimatkasse bis März 2018 obligatorische und überobligatorische Leistungen im Rahmen der „zweiten Säule“ für das Personal der ihr angeschlossenen Unternehmen. 2018 sind die letzten angeschlossenen Unternehmen aus- und hauptsächlich in die PKE Vorsorgestiftung Energie übergetreten. Die PKE Pensionskasse Energie Genossenschaft verfügt daher über keine Versicherten mehr. Sie ist seit 1. April 2018 leer und wird liquidiert. Die PKE Genossenschaft wurde daraufhin per 1. April 2018 in Liquidation gesetzt und am 6. April 2020 aus dem Handelsregister gelöscht.

## Rechtsgrundlagen
Die gesetzlichen Grundlagen bilden das Bundesgesetz über die berufliche Alters-, Hinterlassenen- und Invalidenvorsorge (BVG), das Bundesgesetz über die Freizügigkeit in der beruflichen Alters-, Hinterlassenen- und Invalidenvorsorge (Freizügigkeitsgesetz, FZG) sowie die dazugehörigen Verordnungen. Zu den Rechtsgrundlagen zählen zudem die Statuten und das Reglement Versicherungsleistungen der PKE Pensionskasse Energie.

## Organisation
Die Organe der Genossenschaft setzten sich zusammen aus der Delegiertenversammlung, dem Verwaltungsrat und der Revisionsstelle.

### Delegiertenversammlung (bis 31. März 2018)
Oberstes Organ der Genossenschaft war bis 31. März 2018 die Delegiertenversammlung. Ihr waren die Befugnisse der Generalversammlung übertragen. Sie setzte paritätisch aus Delegierten der versicherten Mitglieder sowie Unternehmensvertretern zusammen aus den Genossenschaftern jeweils auf drei Jahre gewählt. Zu den wichtigsten Aufgaben des Delegiertenversammlung zählten:
- Festsetzung und Änderung der Statuten und des Reglements
- Wahl und Abberufung des Verwaltungsrates
- Wahl und Abberufung der Revisionsstelle
- Abnahme der Jahresrechnung

### Verwaltungsrat
Der Verwaltungsrat setzte sich paritätisch aus Arbeitnehmer- und Arbeitgebervertretern zusammen und wurde von den Delegierten der versicherten Mitglieder bzw. von den Delegierten der Unternehmen auf drei Jahre gewählt. Zu den wichtigsten Aufgaben des Verwaltungsrats zählten:
- Festlegung des Unternehmensleitbildes und der Grundstrategie
- Festlegung der Organisation, insbesondere Erlass und Abänderung von Reglementen
- Festlegung der Ziele und Grundsätze sowie Regelung der Durchführung und Überwachung der Vermögensanlage (Anlagestrategie, Anlagepolitik, Anlagerichtlinien)
- Festlegung der Ziele und Grundsätze des Versicherungsbereichs (Versicherungsstrategie, Versicherungspolitik)
- Festsetzung der versicherungstechnischen Grundsätze, einschliesslich des technischen Zinsfusses, nach Anhörung des Versicherungsexperten
- Ernennung, Einstellung und Abberufung des Vorsitzenden der Geschäftsleitung sowie der Mitglieder der Geschäftsleitung

### Revisionsstelle / Experte für berufliche Vorsorge
Die Revisionsstelle und der Experte für die berufliche Vorsorge nahmen ihre Aufgaben gemäss Art. 53 BVG respektive Art. 33 ff BVV2 wahr.